# لیسا جیکوب
لیسا جیکوب (به انگلیسی: Lisa Jacob) (زادهٔ ۱۳ مهٔ ۱۹۷۴) شناگر اهل ایالات متحده آمریکا است.